# Pseudorus martini
Pseudorus martini är en tvåvingeart som beskrevs av Nelson Papavero 1976. Pseudorus martini ingår i släktet Pseudorus och familjen rovflugor. Inga underarter finns listade i Catalogue of Life.